# Varjenje plastičnih mas
Varjenje plastičnih mas (ali varjenje termoplastov) je spajanje termoplastov s topljenjem kontaktnih površin skupaj, z ali brez uporabe polnil, kovine ali žice.
Varjenje materialov iz umetnih snovi je opisano v standardu ISO 472 kot postopek za spajanje površin, ki so bile mehke, pogosto s pomočjo toplote (razen pri kemičnem varjenju). Varjenje termoplastov se izvede v treh korakih: priprava površine, uporaba toplote in pritiska, podhladitev.

## Uvod
Od poznega dvajsetega stoletja do danes, so se kompoziti razvijali. Ti so služili za zagotavljanje visoko razvite industrije različnih vrst. Do pred kratkim, so polimerni kompoziti nastali z okrepitvijo ustreznega materiala in matričnega polimera, kar pomeni, da je surovina termostabilna. Razlogi za uporabo slednjih so boljše mehanske lastnosti in obdelava v skladu s temperaturnimi pogoji za doseganje sprejemljive viskoznosti. Raziskave in študije na področju polimerov termoplastov so privedle do razvoja novih materialov, katere je lažje obdelati od tipičnih duroplastičnih smol in imajo boljše mehanske lastnosti kot domači termoplasti.

| Termoplasti                                                                    | Duroplasti                                                       | Elastomeri                                                     | Kompoziti                                                                          |
| ------------------------------------------------------------------------------ | ---------------------------------------------------------------- | -------------------------------------------------------------- | ---------------------------------------------------------------------------------- |
| umetne snovi, ki se ne strdijo: olistirol PS, polivinilklorid PVC, poliamid PA | trdne umetne snovi: poliuretan PUR, epoksid EP, fenolne smole PF | gibke umetne mase: butadien kavčuk SBR, NBR, naravni kavčuk NR | fenolne smole, ojačane s steklenimi vlakni GF-Pf, poliester, ojačan z vlakni SF-UP |

## Termoplasti

### Razvrstitev
Medtem ko je splošno znano, da osnovni termoplastični polimeri niso tako napredeni, se izvede naslednja razvrstitev najbolj reprezentativnih družinskih plastičnih razlikovanj med amorfne in polkristalne ter znotraj teh dveh skupin, domače in napredne tehnike.
V primerjavi z termoplasti imajo številne prednosti, kot so boljše mehanske lastnosti, požarno odpornost, odpornost pred kemičnimi snovmi in visokimi temperaturami ter nizko absorpcijo vlage. Po drugi strani pa je mogoče reciklirati, omogočajo shranjevanje pogojev okolja, opravljajo nižje proizvodne stroške in na koncu, tisto, kar daje smisel tega člena, priznam združitev površin z varjenjem. Ob njih so drage surovine in so potrebne višje temperature predelav.

## Poznamo različne postopkevarjenjaplastičnih mas:

### Varjenje z vročim zrakom:
Pri tem načinu varjenja uporabljamo različne puhalke. Ene priključimo na komprimirani zrak in električni tok za segrevanje, v drugih puhalkah pa je vgrajen ventilator, ki omogoča pretok zraka 1000-2000 l/h.
Temperaturo uravnavamo s stikalom. Takšno varjenje je primerno za debelejše materiale. Varjence segrevamo z električnimi in plinskimi grelci. Varjenec moramo najprej pripraviti na postopek. Robove obrežemo in opilimo. Nazadnje jih še ostrgamo z nožem. Ne smemo jih razmaščevati s kemijskimi sredstvi. Varilna žica mora biti iz enakega materiala kot varjenca. Trdnost takega zvara znaša od 60% do 90% trdnosti osnovnega materiala. Na ta način varimo cevi in cevne priključke.

### Varjenje z vročim orodjem:
Z vročim orodjem varimo predvsem cevi (PVC, PE, PP). Orodje je dobro prevaja toploto. Večinoma so iz bakra, aluminija in nerjavnega jekla, ker le ti ne korodirajo. Bolj gladka kot je površina orodja, večja je trdnost zvara. Da nastavimo pravilno varilno temperaturo moramo termoplast najprej preizkusiti.

### Varjenje s toplotnim impulzom:
S tem načinom varjenja varimo tanke plošče (folije) debeline do 0.5mm. Vstavimo jo med dva grelca, prevlečena s teflonom, da se folija ne lepi. Čas segrevanja je nastavljiv s časovnim relejem. Grelca morata med gretjem folijo stiskat, da se zavarita. Nato še malo počakamo, da se ohladi. Na ta način izdelujejo tudi vrečke za shranjevanje hrane, perila, itd.

### Varjenje z visokofrekvenčnim tokom:
Varjenje s tem postopkom je primerno za plošče debeline nad 0.5mm. Pri varjenju dve plošči, ki ju želimo zavariti položimo med kovinski elektrodi. Ker se električno polje neprestano spreminja pride do trenja med molekulami, ki segreje material. Večja kot je hitrost segrevanja tem večja je napetost. Napetost ne sme presegati 70 % prebojne napetosti termoplasta.

### Varjenje s trenjem:
Pri trenju med dvema ploskama se material zmehča, saj pride do visoke temperature. Dela se tako zavarita.

### Ultrazvočno varjenje:
Z ultrazvočnim varjenjem material toliko segrejemo, da ga lahko potem s pritiskom zavarimo. Varimo predvsem PVC, PE, PA, polistirol in poliakrilate. Varjenje termoplastov v nekaterih primerih nadomešča drage materiale, zato morajo biti varilci testirani oz. imeti poseben certifikat SIST EN 13067:2003, katerega je možno pridobiti tudi v tujem jeziku (nemškem ali angleškem).

## Postopek varjenja plastičnih mas v avtomobilski industriji
Pripravimo delovno mesto in obdelovanec. Varjenec segrejemo z električnimi in plinskimi grelci (fen). Pripravimo dodajni material, v tem primeru plastiko istega materiala kot je obdelovanec. Ko je material dobro segret, ga pritisnemo na zvarno mesto. Nazadnje jih še ostrgamo s pilo, ter nanesemo kit. Po končanem postopku ga samo še pobarvamo.

## Postopek pridobitve certifikata:
Certificiranje varilcev Arhivirano 2016-01-20 na Wayback Machine.
Pogoji za pridobitev certifikata so uspešno zaključeno pripravništvo s področja izdelave plastičnih mas, vsaj dve leti izkušenj s področja varjenja in zaklučeno usposabljanje z namenom priprave na izpit za varilca plastičnih mas. Kandidat lahko v izpitni center vlogo za prijavo v postopek certificiranja odda kadarkoli.
Izpit je sestavljen iz teoretičnega in praktičnega dela. Teoretični del je pisni. Uspešno opravljen pisni del je pogoj za pristop na praktičen del izpita. V primeru, da kandidat pisnega dela ne opravi, lahko test ponovi. Lahko pa se mu priporoča tudi dodatno izobraževanje. Za izvedbo izpitne naloge mora imeti kandidat Popis varilnega postopka, katerega mu priskrbi delodajalec ali izpraševalec. Poskrbeti mora za zaščitno opremo ter skladno z zahtevami izbere in pripravi dodajni material. Delodajalec ali izpraševalec mora kandidatu tudi pojasniti nekatere dodatne zahteve standarda ali postopka, ki jih kandidat ne pozna. Nato kandidat izdelek zavari.
V primeru, da izpraševalec oceni, da kandidat nima potrebnega znanja, lahko izpit tudi prekine.